# Teuthonista
Teuthonista es un sistema de transcripción fonética basado en la escritura latina utilizado en la dialectología alemana, que lleva el nombre de la revista Teuthonista, Zeitschrift für Dialektologie und Linguistik. Este sistema de transcripción lo comenzó a desarrollar  Philipp Lenz a partir de 1900 en su trabajo para el periódico Zeitschrift für hochdeutsche Mundarten. Fue definido por el lingüista Hermann Teuchert (1880-1972) en la reconocida revista Teuthonista en 1924. El sistema comparte muchos elementos con los sistemas de transcripción desarrollados en 1873 por Graziadio Isaia Ascoli y en 1875 por Eduard Böhmer.

## Símbolos
La mayoría de los símbolos que utilizar son letras tomadas del alfabeto latino y griego así como otros símbolos de sistemas anteriores, como la transcripción Dania. 
Las vocales cerradas se representan con las letras ⟨i, e, o, u, ö, ü⟩; con el símbolo ⟨æ⟩ para una vocal más abierta que ⟨e⟩ y el símbolo ⟨a⟩ para la "a típica". Batz usa épsilon ⟨ɛ⟩ para representar una vocal aún más abierta que ⟨æ⟩. 
Las vocales abiertas se representan con un signo diacrítico, inicialmente el ogonek ⟨į, ę, ǫ, ų, ǫ̈, ų̈⟩ ; convertido en ciertos usos en un corchete suscrito ⟨i᪷, e᪷, o᪷, u᪷, ö᪷, ü᪷⟩ o para indicar una apertura mayor, dos corchetes suscritos ⟨i᪸, e᪸, o᪸, u᪸, ö᪸, ü᪸⟩.
Las vocales murmuradas se representan con símbolos dados la vuelta ⟨ᴉ, ə, ᴂ, ɐ, ᴈ⟩.
Los diptongos se representan mediante letras en superíndice, por ejemplo ⟨oᵘ⟩.
La nasalización se representa con un superíndice n, por ejemplo ⟨waiⁿ⟩.
Varios sistemas derivados del sistema teutonista utilizan vocales superpuestas para representar vocales intermedias, por ejemplo ⟨oͧ⟩ representa una ⟨o⟩ cercana a una ⟨u⟩.

### Consonantes
- p, t, k son consonantes oclusivas sordas.
- ph, th, kh son consonantes oclusivas sordas aspiradas.
- b, d, ɡ son consonantes oclusivas sonoras
- m, w son consonantes bilabiales
- f es una consonante labio-dental sorda y v es una consonante labio-dental sonora
- s es sorda y z es su equivalente sonoro
- š es la consonante de ⟨sch⟩ sorda y ž su equivalente sonoro
- j, n tienen su valor de letra alemana
- ts es la consonante de ⟨z⟩
- ŋ es una consonante velar
- x es la consonante de ⟨ach⟩
- ᵹ es la consonante velar fricativa
- c la consonante de ⟨ich⟩
- r es una consonante enrollada, si la distinción es necesaria r es alveolar y ʀ es uvular
- l es una consonante aproximante lateral y ł es una l oscura
- h es aspirada

## Uso
El sistema de transcripción fonética Teuthonista es usado en estos proyectos:

### Diccionarios
- Badisches Wörterbuch
- Bayerisches Wörterbuch
- Wörterbuch der bairischen Mundarten in Österreich

### Átlas lingüísticos
- Sprachatlas der deutschen Schweiz
- Südwestdeutscher Sprachatlas
- Atlas der historischen deutschen Mundarten auf dem Gebiet der Tschechischen Republik
- Sprachatlas von Oberösterreich
- Vorarlberger Sprachatlas
- Teilprojekte des Bayerischen Sprachatlas
  - Sprachatlas von Bayerisch-Schwaben
  - Sprachatlas von Mittelfranken
  - Sprachatlas von Unterfranken
  - Sprachatlas von Niederbayern
  - Sprachatlas von Nordostbayern
  - Sprachatlas von Oberbayern